# Fernand Tardy
Pour les articles homonymes, voir Tardy.
Fernand Tardy (né le 14 juin 1919 à Saint-Uze (Drôme) et mort le 4 avril 2017 à Digne-les-Bains (Alpes-de-Haute-Provence)) est un homme politique français, adhérent au PS.

## Biographie
Officier au 20e bataillon de chasseurs alpins, Fernand Tardy entre dans la Résistance en 1942.

### Mandats
- Maire de Thoard de 1956 à 1990.
- Sénateur des Alpes-de-Haute-Provence de 1980 à 1998.
- Conseiller général du canton de Digne-les-Bains-Ouest de 1976 à 1994.

## Œuvre
- Bonsoir petite princesse bleue - Secteur de Digne de l'Armée secrète, sous-secteur de Thoard, Terradou, 1990  (ISBN 2-907389-14-9) (souvenirs de Résistance)